# 中村啓人
中村 啓人（なかむら けいと、1999年7月15日 - ）は、日本の元男子バレーボール選手である。

## 来歴
千葉県松戸市出身。兄の影響で中学1年生からバレーボールを始める。
習志野高等学校、専修大学を経て、2021/22シーズン、V.LEAGUE DIVISION1 MEN（V1男子）に所属するVC長野トライデンツの内定選手となった。内定選手としてV1の試合に出場し、Vリーグデビューを果たした。
2022年、大学卒業後に、VC長野トライデンツに入団した。
2025年4月、2024-25シーズン限りでの現役引退が発表された。5月21日に引退選手として公示。

## 人物
- VC長野ではTPR株式会社に所属していた[5]。

## 所属チーム
- 習志野高等学校（2015-2018年）
- 専修大学（2018-2022年）
- VC長野トライデンツ（2022-2025年）